# Pásztor László (politikus)
Pásztor László (Felsőelemér, 1921. szeptember 1. –) gyógyszerész, a Hungarista Mozgalom tagja, az Amerikai Magyarok Országos Szövetsége egyik alapítója.

## Élete
A Nyilaskeresztes Párthoz már fiatalkorában, 1939-ben csatlakozott. 1942-ben a párt ifjúsági szervezetének Pest megyei vezetője lett. 1943-ban elvégezte az egyetemet és gyógyszerészként helyezkedett el. 1944. október 15-én társaival elfoglalta a Törökbálint közelében lévő fegyverraktárt, hogy Horthy Miklós kormányzó kiugrási kísérlete ellen harcoljanak. A nyilas puccs után a berlini magyar követség titkárhelyettesének nevezték ki, egyben Mecsér András, az Országos Mezőgazdasági Kamara elnökének személyi titkára lett. 1946. március 14-én a népbíróság háborús és népellenes bűnök miatt 5 év börtönre és politikai jogainak 10 évre való felfüggesztésére ítélte. A Népbíróságok Országos Tanácsa 1949. február 22-én a büntetést 2 évi börtönre enyhítette, valamint 5 évre eltiltotta politikai jogainak gyakorlásától. Mivel korábbi büntetéséből közel három évet letöltött, szabadon bocsátották, majd 1951-ben ismét elítélték és bebörtönözték. Az ellene hozott ítéleteket a rendszerváltás után, 1992-ben és 1995-ben a Legfelsőbb Bíróság megsemmisítette.
Az 1956-os forradalomban részt vett az oroszlányi, a győri és más dunántúli forradalmi tanácsok munkájában. Még novemberben elhagyta az országot. előbb Bécsbe, majd 1957-ben az Egyesült Államokba költözött. Ott a Jones and Laughlion acélgyárban vegyész-gyakornok, kutatóvegyész, majd 1958-tól csoportvezető vegyész, végül 1965-től osztályvezető lett, majd fokozatosan bekapcsolódott az amerikai politikai életbe.
1969-ben már a Republikánus Párt egyik országos igazgatója volt, 1970-ben pedig életre hívta az Országos Republikánus Nemzetiségi Tanácsot, melynek elnöke lett. 1971-ben kinevezték a Republikánus Párt Elnöki Tanácsadó Testülete elnökévé Bob Dole szenátor és pártelnök mellé. 1972 és 1974 között a Republikánus Párt országos végrehajtó bizottságának tagja volt, közben (1973-ban) kinevezték a Környezetvédelmi Minisztérium egyik tanácsadójává. A Demokraták 1974-es győzelmét követően a Dravo mérnöki és építkezési vállalatnál helyezkedett el tanácsadóként, majd 1977-től a vállalati tervezési osztályának egyik vezetőjeként. 1980-ban a republikánis Reagan választási győzelme után a kormánykapcsolatok igazgatója lett a Dravónál és Washingtonba helyezték át.
1984-ben alakította meg az Amerikai Magyarok Országos Szövetségét (AMOSZ). 1987-ben vonult nyugdíjba, amikortól társadalmi tevékenységben az AMOSZ washingtoni irodájának feje lett. Ezen felül még számos republikánus, illetve emigráns magyar szervezetnek (pl. Amerikai Magyar Szövetség) volt tagja vagy igazgatója, elnöke. Jelenleg Pittsburgh közelében él.